# Tsootsha
Tsootsha è un villaggio del Botswana situato nel distretto di Ghanzi, sottodistretto di Ghanzi. Il villaggio, secondo il censimento del 2011, conta 1.848 abitanti.

## Località
Nel territorio del villaggio sono presenti le seguenti 21 località:
- Babishi,
- Berebere di 9 abitanti,
- Bolapula,
- Ditshwene,
- Fanta di 35 abitanti,
- G11 di 23 abitanti,
- Gaditlhatlhelwe,
- Gapebana di 5 abitanti,
- Gobololo di 37 abitanti,
- Lediba di 7 abitanti,
- Lentswaneng di 20 abitanti,
- Leseding,
- Molaodi di 48 abitanti,
- Nxogodimo di 62 abitanti,
- okab/Mokgoro 1 di 9 abitanti,
- Qomae di 10 abitanti,
- Rapela Modimo di 13 abitanti,
- Shap,
- Shape di 33 abitanti,
- Tsootsha Lands di 12 abitanti,
- Xarate